# 中和級戰車登陸艦

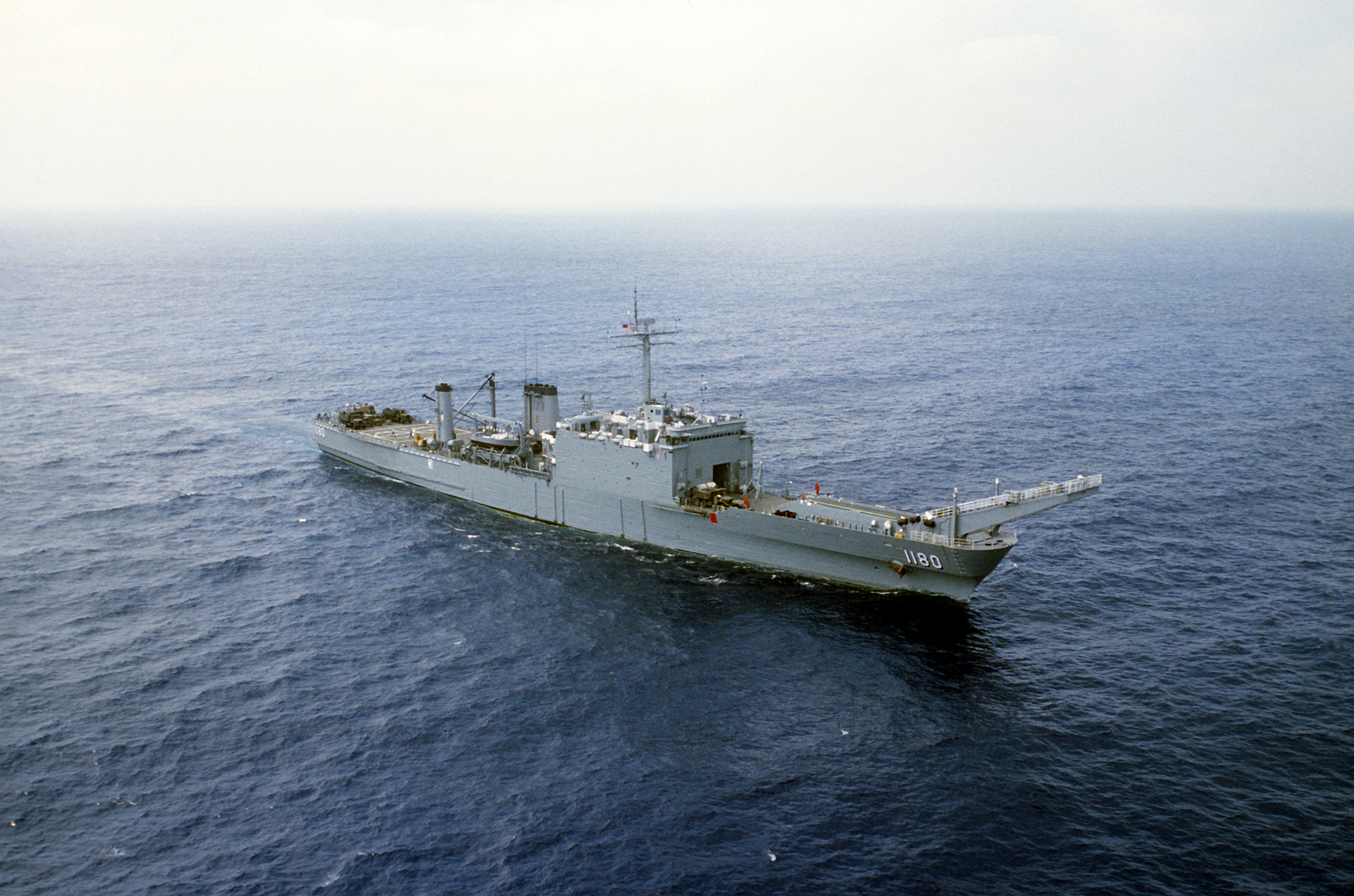
中和號前身：美國海軍馬尼托沃克號（LST-1180）

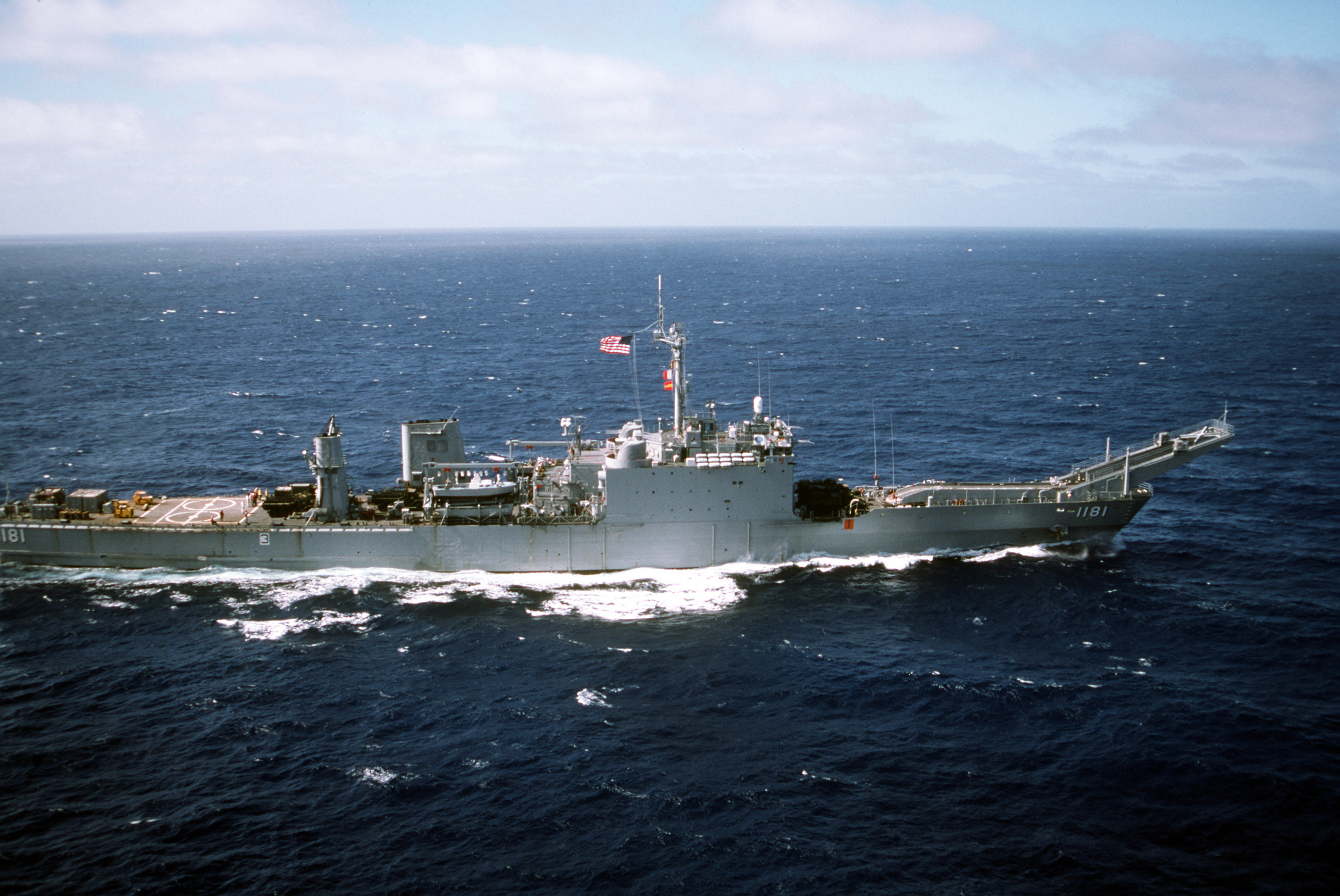
中平號前身：美國海軍薩姆特號（LST-1181）

中和級戰車登陸艦是一款由中華民國海軍和陸戰隊使用的戰車登陸艦，原為美國海軍新港級戰車登陸艦，駐地左營軍港，隸屬海軍一五一艦隊。

## 歷史
中華民國海軍於1995年与美國海軍签订租借条款，两艘新港级坦克登陆舰于1997年抵達臺灣服役，命名为中和号、中平号，舷号分别为232、233，艦長中校編階，属中和级。

## 設備
中和級的船身噸位大，能容纳船員軍官12人、士官兵174人、最多能搭載部隊431人，還有更多空間可搭載裝備，它的艦艏前端左右開啟之後，可伸出登陸跳板，讓車輛進出，也可從艦艉後端開啟艉門，讓車輛進出，艦內上下兩層艏艉貫通的車輛甲板面積達19,000平方呎,可載車重為500噸，可裝載23輛AAV-7兩棲突擊車或29輛戰車。

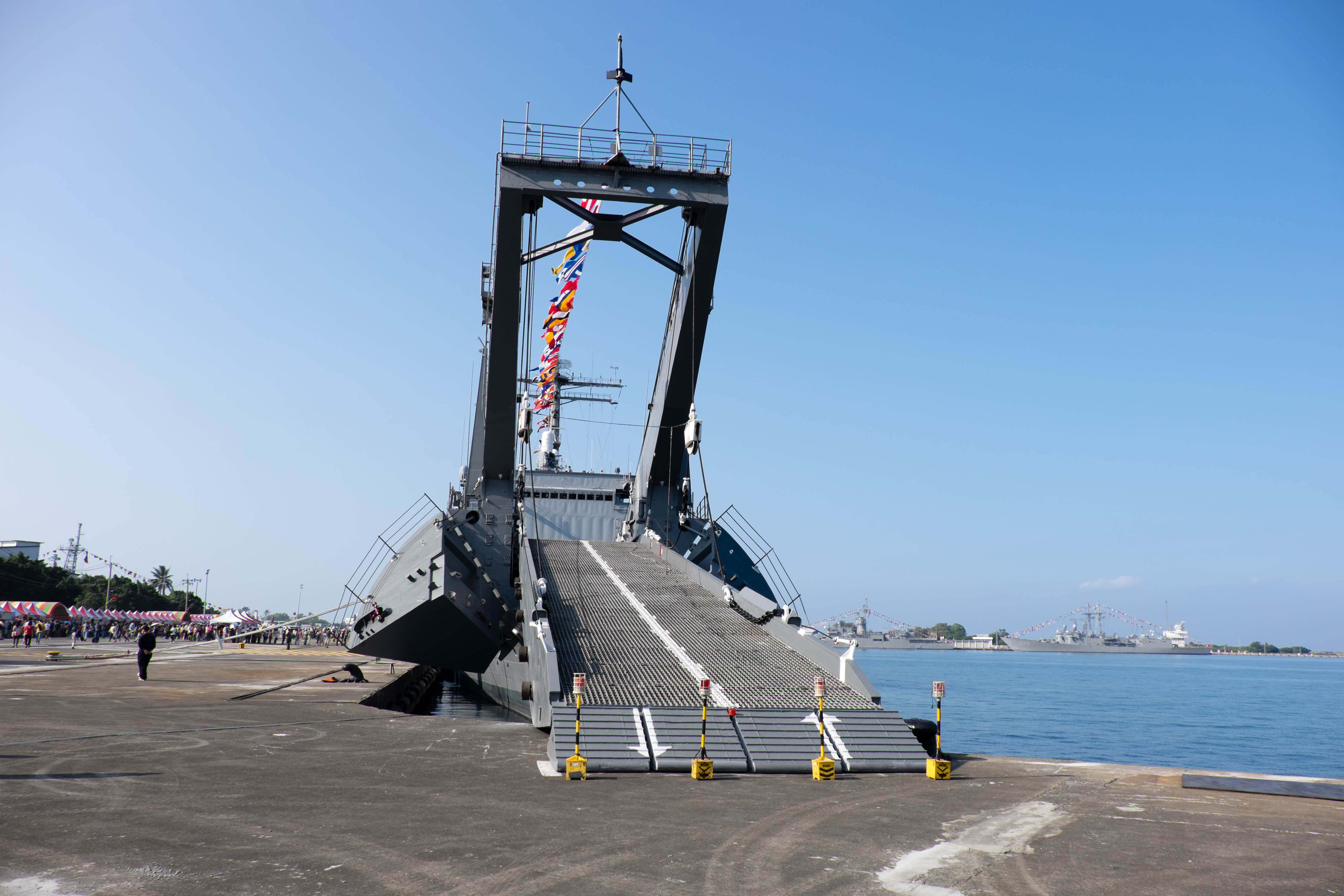
中和級戰車登陸艦艦艏打開後伸出的登陸跳板

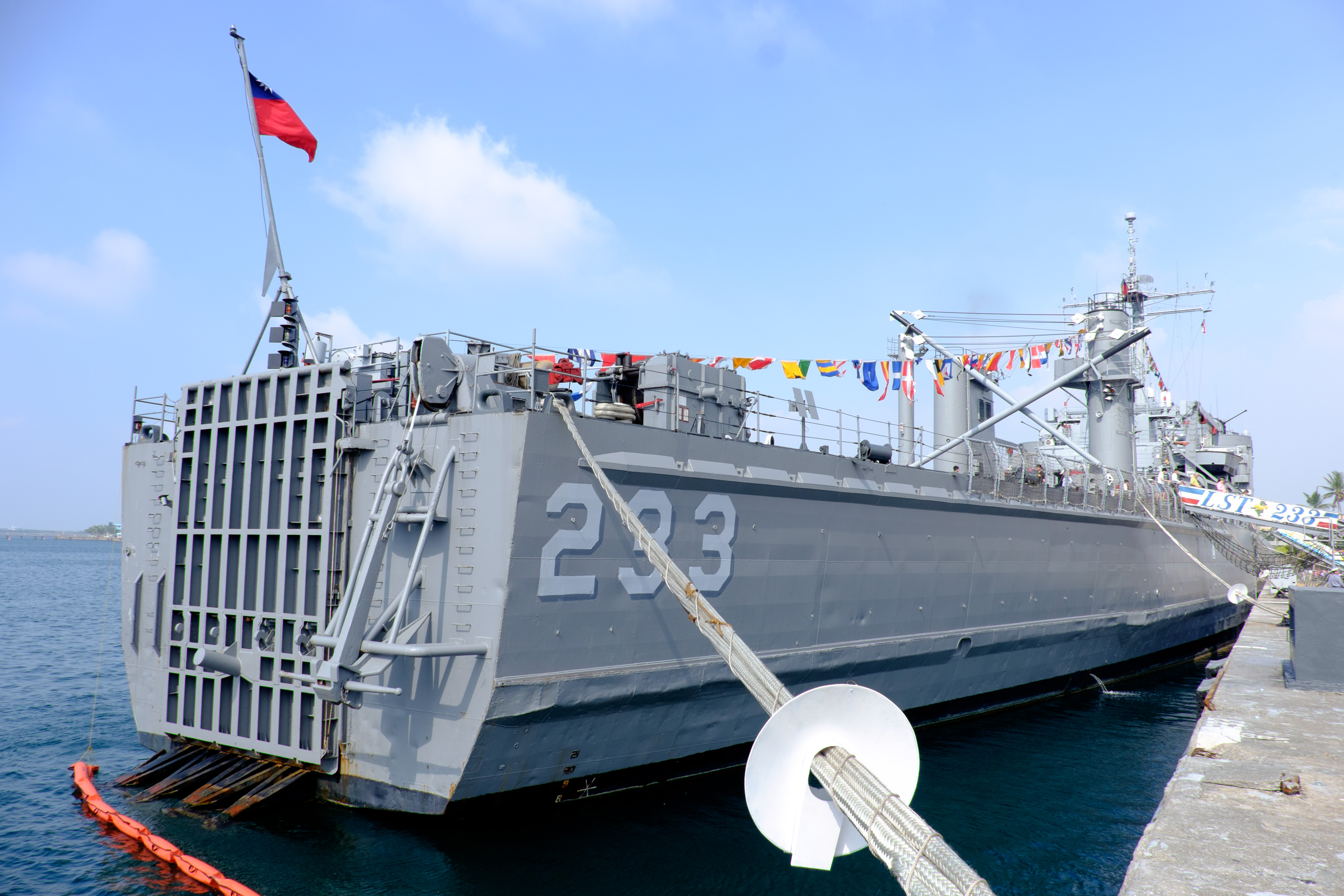
中和級戰車登陸艦艦艉艉門

中和級的優點之一是航速比中海級快，能有助提升部隊運輸時的效率，目前中和級的主要任務是支援兩棲作戰，和為外島進行運輸補給。
中和級服役後，改善了以往中海級戰車登陸艦（俗稱「開口笑」）帶來的問題，中華民國海軍稱一艘此級艦的能力可抵三艘中海級戰車登陸艦，兩艘新港級移交中華民國海軍之後，中華民國海軍將原本兩座位於船艛後段的雙聯裝Mk 33 3吋雙管艦砲砲塔拆除，自行換裝兩座Mk 1 40毫米60倍徑快砲，隨後兩艘中和級陸續裝上長風三號電戰系統（中平號在2002年加裝，中和號則在2006年加裝）以及四座CR201 16聯裝干擾火箭發射器。2006年，中和號移除原有Mk 1 40毫米60倍徑高射砲，改裝兩座波佛斯600PX40毫米70倍徑快砲。

## 同型艦
| 美國時期               | 美國時期 | 美國時期       | 美國時期  | 美國時期 | 中華民國時期 | 中華民國時期 | 中華民國時期  | 中華民國時期 | 中華民國時期 |
| 船名                   | 船隻編號 | 製造廠         | 服役時間  | 外部連結 | 艦名         | 編號         | 移交日期      | 服役日期     | 備註         |
| ---------------------- | -------- | -------------- | --------- | -------- | ------------ | ------------ | ------------- | ------------ | ------------ |
| Manitowoc 馬尼托沃克號 | LST-1180 | 費城海軍造船廠 | 1970-1993 |          | 中和         | LST-232      | 1995年7月14日 | 1997年5月8日 |              |
| Sumter 薩姆特號        | LST-1181 | 費城海軍造船廠 | 1970-1993 |          | 中平         | LST-233      | 1995年7月14日 | 1997年5月8日 |              |